# Musikjahr 1424
Liste der Musikjahre

◄◄ | ◄ | 1420 | 1421 | 1422 | 1423 | Musikjahr 1424 | 1425 | 1426 | 1427 | 1428 | ►

Weitere Ereignisse
Dieser Artikel behandelt das Musikjahr 1424.

## Ereignisse

### Heiliges Römisches Reich

#### Grafschaft Hennegau
- Der Komponist Johannes Legrant ist möglicherweise bas vicaire (einfacher Pfarrer) der Kollegiatkirche Saint-Vincent in Soignies.[1]

#### Habsburgische Vorlande
- Heinrich Laufenberg ist seit 1421 als capellanus und viceplebanus an der Freiburger Pfarrkirche tätig und kauft in Freiburg ein Haus.[2]

#### Hochstift Cambrai
- Der Komponist Reginaldus Liebert folgt vermutlich 1424 N. Grenon als magister puerorum an der Kathedrale von Cambrai nach.[3][4]

#### Hochstift Lüttich
- Der Komponist Johannes Brassart, der seit 1422 als Kaplan für die Kollegiatkirche St-Jean-l’Évangéliste in Lüttich tätig war, erhält 1424 als Gehilfe des succentors ein Stipendium für einen Aufenthalt in Rom.[5][6]

#### Kurfürstentum Mainz
- Der deutsche Dichter und erste Vertreter des Meistersanges Muskatblüt, der zwischen 1424 und 1458 nachgewiesen werden kann, ist Sprecher und Fahrender der Mainzer Erzbischöfe Konrad III. von Daun (1419–1434) und Dietrich von Erbach (1434–1459). Belege seines Schaffens finden sich in Nördlingen, Regensburg, Aschaffenburg (oder Mainz) und Nürnberg.[7]

### Italienische Staaten

#### Ferrara, Modena und Reggio
- Niccolò III. d’Este engagiert während seiner Herrschaft in Ferrara die ersten Musiker regelmäßig an seinem Hof. Ab den 1420er Jahren beschäftigt er mehrere Trompeter, drei „pifferi“ (Bläser) und 1424 einen gewissen Leonardo dal Chitarino.[8]

#### Kirchenstaat
- Der Sänger und Komponist Nicolaus Zacharie ist in Florenz und Rom von 1. Juni 1420 bis Juni 1424 Mitglied der päpstlichen Kapelle von Papst Martin V.[9][10]
- Guillaume Dufay ist seit 1420 als Mitglied der Malatesta-Hofkapelle in Pesaro oder Rimini tätig.[11] Es gibt (auf Grund des Rondeaus Adieu ces bons vins de Lannoys von 1426) Vermutungen, Dufay habe etwa 1424 bis 1426 als Sänger an der Kathedrale von Laon (Nordfrankreich) gewirkt; diese lassen sich aber nicht belegen, so dass sein Verbleiben in den Diensten der Malatesta bis 1426 angenommen werden kann.

#### Republik Venedig
- Der Komponist Johannes de Lymburgia, vermutlich identisch mit Johannes de Francia, ist 1524 am Hof Pietro Emilianis in Padua tätig und folgt diesem in den späten 1420er Jahren nach Vicenza.[12][13]
- Der italienische Komponist Petrus Rubeus ist von 1424 bis 1425 in Treviso als scolasticus (Lehrer der Chorknaben) tätig.[14]

### Königreich England
- Der englische Kirchenmusiker und Komponist Robert Dryffelde ist ab 9. November 1424 als Chorvikar der Kathedrale von Salisbury tätig und hat dieses Amt bis 1468 inne.[15]

### Königreich Frankreich
- Der franco-flämische Komponist, Dichter und Kleriker Gilles Binchois hält sich 1424 vermutlich in Paris auf, das zu dieser Zeit aufgrund des Hundertjährigen Krieges durch die Engländer besetzt ist. Er befindet sich wahrscheinlich in den Diensten von William Pole, des Grafen und späteren Herzogs von Suffolk (1396–1450). Ein Dokument aus dem Jahr 1427 berichtet, dass Suffolk 1424 nach einem Sturz vom Pferd Binchoiz beauftragt habe, das Rondeau Ainsi que a la foiz m’y souvient zu schreiben, und der habe dafür zwei Rollen roten Tuchs erhalten. Das Rondeau ist nicht überliefert.[16]

## Kompositionen und Schriften
- Gilles Binchois – Ainsi que a la foiz m'y souvient, 1424 (Rondeau, nicht erhalten)[16]
- Guillaume Dufay – Apostolo glorioso/Cum tua doctrina/Andreas Christi (zur Wiedereinweihung der Kirche St. Andreas in Patras (1426) oder zur Ernennung von Pandolfo Malatesta zum Erzbischof (1424))
- Jean Charlier de Gerson – De canticis, zwischen 1424 und 1426[17]
- Solomon ben Judah Lunel – Ḥesheq Shelomoh (Salomons Wunsch), 1424 (Kommentar zu Judah Halevis Kuzari, der sich in drei Passagen auf Musik bezieht)[18]
- Hugo Lantins – Celsa sublimatur/Sabine presul, wahrscheinlich 1424 oder 1425 (Motette, bezieht sich speziell auf die Stadt Bari, als Antonio Colonna kurzzeitig Vizekönig von Apulien war)[19]

## Geboren

### Genaues Geburtsdatum unbekannt
- Gilles Joye, franko-flämischer Komponist, Dichter und Sänger († 1483)[20][21]

## Gestorben

### Gestorben um 1424
- D. Luca, italienische Komponist (* vor 1401)[22]